# Lavande du désert
Espèce
Synonymes
- Hyptis emoryi Torr., 1861

La lavande du désert (Condea emoryi, syn. Hyptis emoryi) est une espèce de plantes à fleurs de la famille des Lamiacées. C'est l'une des plantes préférées des abeilles des déserts du sud-ouest de l'Amérique du Nord au début du printemps.

## Traduction
- (en) Cet article est partiellement ou en totalité issu de l’article de Wikipédia en anglais intitulé « Hyptis emoryi » (voir la liste des auteurs).